# 国際連合安全保障理事会決議1996
国際連合安全保障理事会決議1996 (こくさいれんごうあんぜんほしょうりじかいけつぎ1996、英: United Nations Security Council Resolution 1996: UNSCR1996) は、2011年7月8日に国際連合安全保障理事会で採択された南スーダン情勢に関する決議。

## 概要
国連安保理決議1996は、南スーダン (南スーダン共和国) の設立を歓迎するとともに、国際連合南スーダン共和国派遣団 (UNMISS) の設置を承認し、そのマンデート (職務権限)を定めた。安全保障理事会は南スーダンが直面する問題を国際平和及び地域の安全に対する脅威であると認定し、国連憲章第7章の下、平和の定着と開発のための条件整備のため、UNMISSの設置を承認し、限定的な展開範囲での武力行使を含むあらゆる手段の使用を容認し、その活動期間を1年間と定めた。決議は全会一致で採択された。

## 内容
決議の主な内容は次の通り。

### 前文
- 2011年7月9日の南スーダン共和国設立を歓迎
- 南スーダンの主権、独立、領土保全及び国民的統一に対する強い支持を再確認
- 紛争の根本的な原因に対処する平和の定着への包括的かつ統合されたアプローチの必要性を強調
- 持続可能な開発の基礎をつくるための平和構築の取組みを支援する重要性を認識
- 南スーダンの直面する状況が地域及び国際平和と安全に対する脅威を構成し続けていることを認定

### 本文
国際連合憲章第７章に基づき：
- 国連南スーダン共和国派遣団 (UNMISS) を1年間の初動期間で2011年7月9日までに設立することを決定 (→UNMISS)
- 事務総長による南スーダン事務総長特別代表の任命を歓迎
- UNMISSに以下の職務権限を承認：
  - 南スーダン政府に対する助言及び支援
  - 政治過程における人民参加の推進
  - 文民を保護する責任を行使する南スーダン政府の支援
  - 法の支配の確立と治安及び司法部門の強化による支援
  - 展開地区を限定したあらゆる手段 (all necessary means) を用いることを許可
- 全加盟国に次のことを要請：
  - UNMISSによる使用のための装備、食糧、供給品その他物資の南スーダン及び地域への滞りのない流入経路を確保すること
- 紛争当事者に次のことを要請：
  - 人道救援要員への滞りのないアクセスを認め、国内避難民及び難民に人道支援を提供すること
  - ジェンダーに基づく暴力や子どもの勧誘・徴用をやめること
  - 子ども兵士の勧誘と徴用を終わらせるための行動計画を更新 (UNMISSはこれを支援すること)
- 南スーダン政府に対して次のことを要請：
  - 主要な国際人権条約を批准し履行　(UNMISSはこれを支援すること)
  - CPA (包括的平和合意) の未解決問題を解消し、女性の参政を道夫目る枠組みを構築すること
  - 国際人権法及び国際人道法に違反した者の処罰を行うこと
  - 安全で人道的な刑務所制度を設立すること
- UNMISSに次のことを要請：
  - 文民の保護を改善し、武装解除・動員解除・社会復帰 (DDR) の取組みを支援するため地域調整・情報機構に参加すること
- 事務総長にのことを要請・許可：
  - UNMIS (国連スーダン派遣団) の任務のUNMISSへの移行を支援すること
  - UNMISから部隊を適切に移転すること (許可)
  - 兵力・警察力提供国との協議と主要な支援部隊の展開状況に関するロードマップを安保理に報告すること
  - UNMISSの任務の達成条件を提示し4か月毎に進捗状況を安保理に報告すること

- 事務総長特別代表及びUNMISSに次のことを要請：
  - 多国間協力機関と協働し、国連システムの支援計画に関して安保理に4か月以内に報告すること
  - 国連、国際金融機関、二国間・多国間協力機関らが構成する国際支援制度において国連システムを代表すること